# Kittlingstortyr
Kittlingstortyr är när man blir kittlad en längre tid och att den som blir kittlad inte kan försvara sig. Till exempel är den som blir kittlad bunden med rep eller bojor eller så är personen i fråga fasthållen.
De människor som är mycket kittliga kan få panik av en kittling som inte upphör när de själva vill. Andningssvårigheter kan också hända, då man skrattar så mycket så att man inte hinner andas. Kittlingstortyr kan även brukas i BDSM-sammanhang.